# Icelinus pietschi
Icelinus pietschi és una espècie de peix pertanyent a la família dels còtids.

## Descripció
- Fa 4,2 cm de llargària màxima.
- Nombre de vèrtebres: 32-34.[5]

## Hàbitat
És un peix marí, demersal i de clima temperat.

## Distribució geogràfica
Es troba al Pacífic nord-occidental: el sud de les illes Kurils.

## Observacions
És inofensiu per als humans.